# Histoire générale de Languedoc
Die Histoire générale de Languedoc (HGL) ist ein historisches Werk, das sich mit der Geschichte des Languedoc befasst. Es wurde im 18. Jahrhundert von Claude Devic und Joseph Vaissète verfasst und im 19. Jahrhundert mehrfach neu aufgelegt. Es ist in einigen Aspekten überholt, bleibt aber aufgrund der reproduzierten Originaltexte, von welchen zahlreiche während der Französischen Revolution verloren gingen, wertvoll.

## Die Originalausgabe
Die Histoire générale de Languedoc geht auf einen Vorschlag des Erzbischofs von Narbonne, Charles Le Goux de La Berchère aus dem Jahr 1708 zurück, der als Vorsitzender der États de Languedoc eine vollständige Geschichte der Provinz haben wollte. Er wandte sich an die Benediktiner der Abtei Saint-Germain-des-Prés in Paris, die im Jahr 1715 Claude De Vic und Joseph Vaissète mit der Arbeit in den verstreuten Archiven Südfrankreichs, aber auch in Paris beauftragten. Als Ergebnis des Projekts befinden sich heute 131 Dokumentenbänden im Cabinet des Manuscrits des Bibliothèque nationale de France. De Vic und Vaissète veröffentlichten ab 1730 fünf Bände, die jeder aus drei Teilen bestehen: dem historischen Bericht, den wissenschaftlichen Anmerkungen und den Originaltexten als Belegen.

## Neuausgabe
Alexandre Du Mège und Jean-Baptiste Paya gaben zwischen 1840 und 1846 die Histoire générale de Languedoc neu heraus, wobei sie das Werk bis ins Jahr 1830 fortsetzten. Diese Ausgabe gilt jedoch als fehlerbehaftet und daher wenig zuverlässig.
Zu Beginn der 3. Republik beauftragte Édouard Privat Wissenschaftler mit einer zweiten Neuausgabe. Die Struktur des Werkes blieb unangetastet, Anmerkungen wurden aufgenommen und zahlreiche weitere Dokumente, die Histoire générale bis ins Jahr 1790 fortgesetzt, die Zahl der Bände wurde stark erhöht, ein letzter Band (Band 16) nahm grafische Darstellungen auf. Die Qualität der Forschungen und der Ausgabe ist unbestritten, doch ist auch dieses Werk alleine schon deswegen überholt, weil es soziale, wirtschaftliche und kulturelle Aspekte nicht berücksichtigt.